# دون بريو
دون بريو (بالإنجليزية: Don Breaux)‏ هو لاعب كرة قدم أمريكية أمريكي، ولد في 3 أغسطس 1940 في جينينغز في الولايات المتحدة.

## وصلات خارجية
- دون بريو على موقع مرجع كرة القدم المحترفة.كوم (الإنجليزية)